# Relator
Relator est une chanson de Scarlett Johansson en duo avec Pete Yorn sortie en 2009. Le single connaît un bon succès en Belgique wallonne et en France (où il se vend à 53 200 exemplaires).

## Classements
| Classement (2009)                       | Position |
| --------------------------------------- | -------- |
| Suisse (Schweizer Hitparade)            | 57       |
| France (SNEP)                           | 19       |
| Allemagne (Media Control AG)            | 91       |
| Belgique (Wallonie Ultratop 50 Singles) | 10       |